# Música acústica

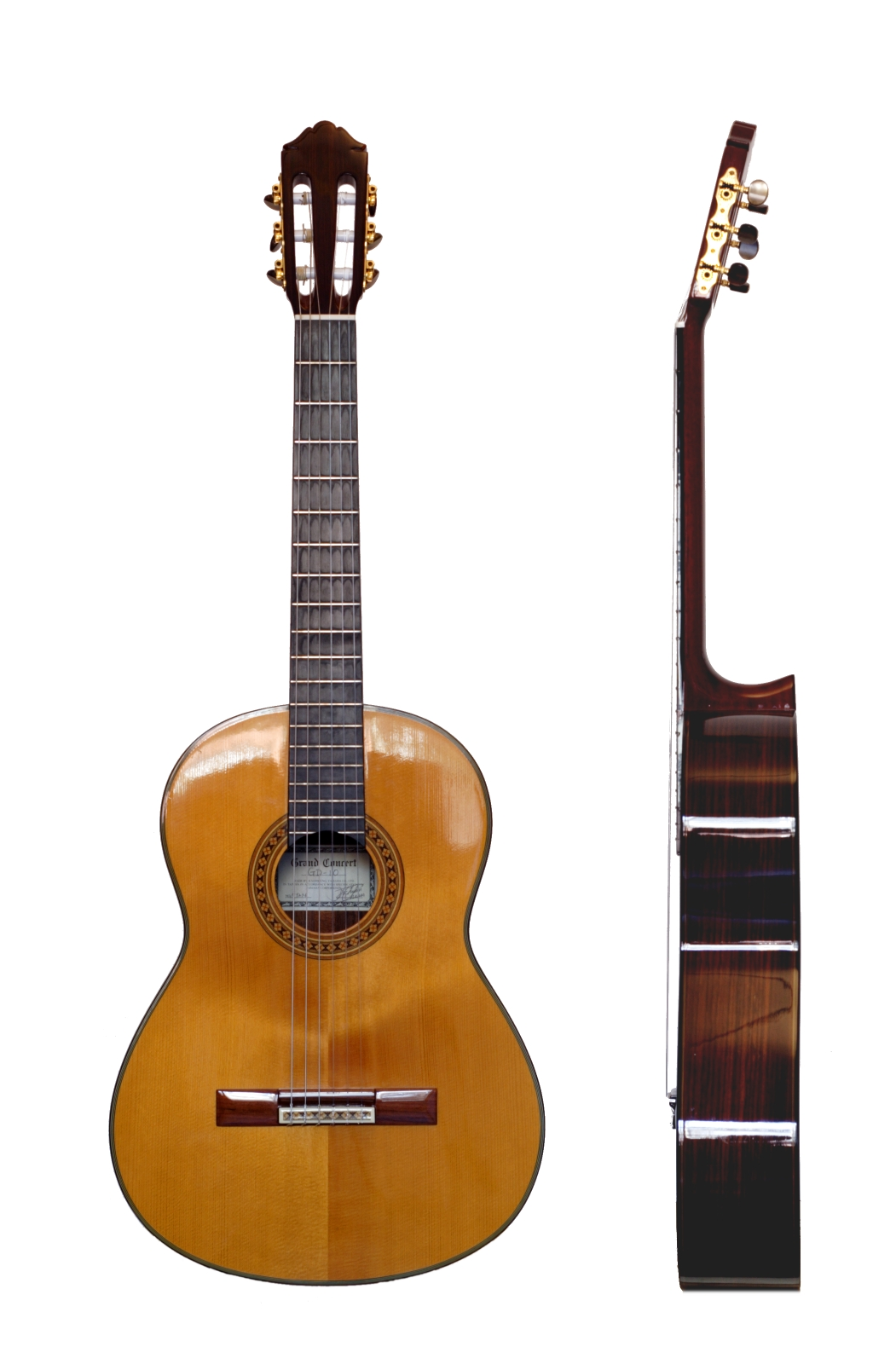
O violão é um dos instrumentos mais utilizados na música acústica.

Música acústica refere-se exclusivamente à música que utiliza instrumentos que produzem som totalmente acústico, em oposição aos meios eletrônicos. Dado que instrumentos eletrônicos são uma invenção muito recente na história da música, quase todos os instrumentos musicais são acústicos e, consequentemente, quase todas as músicas. A expressão "música acústica" é um retrônimo, cunhado após o invento de instrumentos elétricos, como a guitarra elétrica, baixo elétrico e os sintetizadores.
Por outro lado, a acústica musical envolve aspectos da arte, psicologia, construção de instrumentos musicais e psicoacústica. Os instrumentos acústicos vibram e produzem som através de ondas mecânicas pelo ar. Bons radiadores acústicos são os instrumentos que apresentam boa conversão de energia mecânica originada pela vibração de cordas ou ressonâncias em dutos (flautas) em energia acústica ou sonora. Todos esses instrumentos chamados de acústicos são utilizados em apresentações de música acústica.
Música acústica pode ainda ser ampliada usando amplificadores eletrônicos. No entanto, estes dispositivos de amplificação devem ser separados do instrumento amplificado devido à necessidade de reproduzir o seu som natural com precisão.
Após a popularidade do programa de televisão MTV Unplugged, com atuações de artistas em shows acústicos (embora na maioria dos casos ainda eletricamente amplificados), espetáculos que costumam contar com instrumentos não eletrônicos tornaram-se coloquialmente referidos como concertos "desconectados".